# Alessandra Resende
Alessandra Nobre Resende (* 5. März 1975 in Mauá) ist eine ehemalige brasilianische Speerwerferin.

## Sportliche Laufbahn
Erste internationale Erfahrungen sammelte Alessandra Resende 1994 bei den Juniorensüdamerikameisterschaften in Santa Fe, bei denen sie mit einer Weite von 52,52 m die Goldmedaille gewann. Zwei Jahre später nahm sie erstmals an den Ibero-Amerikanischen Meisterschaften in Medellín teil und belegte dort mit 47,08 m den achten Platz. Bei den Meisterschaften 1998 in Lissabon wurde sie mit einem Wurf auf 45,99 m Fünfte. Im Jahr darauf verpasste sie bei ihrer ersten Teilnahme an den Südamerikameisterschaften in Bogotá als Vierte mit 54,34 m eine Medaille. 2000 erreichte sie bei den Ibero-Amerikanischen Meisterschaften in Rio de Janeiro mit 51,22 m Rang fünf und 2001 gewann sie bei den Südamerikameisterschaften in Manaus mit 50,83 m die Silbermedaille hinter ihrer Landsfrau Carla Bispo. 2002 wurde sie bei den Ibero-Amerikanischen Spielen in Guatemala-Stadt mit 51,86 m erneut Fünfte und bei den Südamerikameisterschaften 2003 in Barquisimeto gewann  sie mit einem Wurf auf 57,01 m erneut die Silbermedaille, diesmal hinter der Kolumbianerin Sabina Moya. 2004 folgte ein vierter Platz bei den Ibero-Amerikanischen Meisterschaften in Huelva mit 55,23 m und 2005 siegte sie erstmals bei den Südamerikameisterschaften in Cali mit 56,06 m. 2006 verteidigte sie bei den Südamerikameisterschaften in Tunja mit 58,11 m erfolgreich ihren Titel und siegte im selben Jahr mit 55,12 m auch bei den Ibero-Amerikanischen Meisterschaften in Ponce.
2007 siegte sie abermals bei den Südamerikameisterschaften in São Paulo mit 57,75 m und nahm erstmals an den Panamerikanischen Spielen in Rio de Janeiro teil, bei denen sie mit 57,95 m auf Rang fünf gelangte. Zudem nahm sie erstmals an den Weltmeisterschaften in Osaka teil, bei denen sie aber mit 56,42 m in der Qualifikation ausschied. Im Jahr darauf siegte sie erneut bei den Ibero-Amerikanischen Meisterschaften in Iquique mit 56,59 m und qualifizierte sich auch für die Olympischen Spiele in Peking, bei denen sie aber mit 56,53 m nicht bis ins Finale gelangte. 2009 siegte sie bereits zum vierten Mal in Folge bei den Südamerikameisterschaften in Lima mit 56,36 m und siegte damit gleich oft, wie Rekordhalterin Marlene Ahrens aus Chile. Erste zwei Jahre später musste sie sich bei den Südamerikameisterschaften in Buenos Aires mit 54,61 m der Kolumbianerin María Lucelly Murillo und Leryn Franco aus Paraguay geschlagen geben und gewann damit die Bronzemedaille. Bis 2013 bestritt sie noch nationale Wettkämpfe und beendete schließlich mit 38 Jahren ihre Karriere.
Von 2001 bis 2007 sowie 2009 wurde Resende brasilianische Meisterin im Speerwurf.